# Episodi di Death Valley Days (settima stagione)
La settima stagione della serie televisiva Death Valley Days è stata trasmessa in anteprima negli Stati Uniti d'America in syndication tra il 29 settembre 1958 e il 9 maggio 1959.
| nº | Titolo originale                | Titolo italiano | Prima TV USA      | Prima TV Italia |
| -- | ------------------------------- | --------------- | ----------------- | --------------- |
| 1  | Head of the House               |                 | 29 settembre 1958 |                 |
| 2  | The Capture                     |                 | 2 ottobre 1958    |                 |
| 3  | Ship of No Return               |                 | 9 ottobre 1958    |                 |
| 4  | The Moving Out of Minnie        |                 | 13 ottobre 1958   |                 |
| 5  | The Red Flannel Shirt           |                 | 27 ottobre 1958   |                 |
| 6  | Big Liz                         |                 | 30 ottobre 1958   |                 |
| 7  | Thorn of the Rose               |                 | 10 novembre 1958  |                 |
| 8  | The Jackass Mail                |                 | 12 novembre 1958  |                 |
| 9  | Perilous Cargo                  |                 | 24 novembre 1958  |                 |
| 10 | The Gambler and the Lady        |                 | 27 novembre 1958  |                 |
| 11 | Quong Kee                       |                 | 27 novembre 1957  |                 |
| 12 | Old Gabe                        |                 | 8 dicembre 1958   |                 |
| 13 | The Gunsmith                    |                 | 11 dicembre 1958  |                 |
| 14 | A Piano Goes West               |                 | 2 gennaio 1959    |                 |
| 15 | A Bullet for the Captain        |                 | 3 gennaio 1959    |                 |
| 16 | A Town Is Born                  |                 | 16 gennaio 1959   |                 |
| 17 | Sailor on a Horse               |                 | 17 gennaio 1959   |                 |
| 18 | Gold Lake                       |                 | 30 gennaio 1959   |                 |
| 19 | Wheelbarrow Johnny              |                 | 31 gennaio 1959   |                 |
| 20 | Stagecoach Spy                  |                 | 13 febbraio 1959  |                 |
| 21 | Eruption at Volcano             |                 | 14 febbraio 1959  |                 |
| 22 | Price of a Passport             |                 | 27 febbraio 1959  |                 |
| 23 | Pioneer Circus                  |                 | 28 febbraio 1959  |                 |
| 24 | The Invaders                    |                 | 13 marzo 1959     |                 |
| 25 | The Blonde King                 |                 | 14 marzo 1959     |                 |
| 26 | The Newspaper That Went to Jail |                 | 27 marzo 1959     |                 |
| 27 | Old Blue                        |                 | 28 marzo 1959     |                 |
| 28 | Perilous Refuge                 |                 | 10 aprile 1959    |                 |
| 29 | The Talking Wire                |                 | 11 aprile 1959    |                 |
| 30 | RX: Slow Death                  |                 | 24 aprile 1959    |                 |
| 31 | Half a Loaf                     |                 | 25 aprile 1959    |                 |
| 32 | Valley of Danger                |                 | 8 maggio 1959     |                 |
| 33 | Forty Steps to Glory            |                 | 9 maggio 1959     |                 |